# بویدا
بویدا (انگلیسی: Buyda) یک شهرک در شهرستان اوچالینسکی استان باشقیرستان کشور روسیه است.